# Yvan Cournoyer
Yvan Serge Cournoyer (* 22. November 1943 in Drummondville, Québec) ist ein ehemaliger kanadischer Eishockeyspieler. Der rechte Flügelstürmer absolvierte zwischen 1963 und 1978 insgesamt über 1000 Spiele für die Canadiens de Montréal in der National Hockey League. In dieser Zeit gewann er mit den Canadiens zehn Mal den Stanley Cup, sodass er gemeinsam mit seinen Teamkollegen Henri Richard (elf Titel) und Jean Béliveau (ebenfalls zehn) zu den drei erfolgreichsten Spielern der Ligahistorie gehört. Zudem führte er Montréal im Jahre 1973 als Topscorer der Playoffs zum Gewinn der Trophäe, sodass er mit der Conn Smythe Trophy als wertvollster Spieler ausgezeichnet wurde. Mit der kanadischen Nationalmannschaft nahm der Angreifer an der Summit Series 1972 teil.
Cournoyer, der aufgrund seiner Geschwindigkeit auf dem Eis den Spitznamen „Roadrunner“ erhielt, gehört seit 1982 der Hockey Hall of Fame an. Darüber hinaus ist seine Trikotnummer 12 bei den Canadiens, die er auch vier Jahre lang als Kapitän anführte, seit 2005 gesperrt.

## Karriere

### Jugend
Yvan Cournoyer wurde in Drummondville geboren und spielte in seiner Jugend unter anderem für die Maroons de Lachine in Lachine, einem Arrondissement von Montréal, nachdem er im Alter von 14 Jahren mit seiner Familie dorthin gezogen war. Innerhalb der Stadt wechselte er zur Saison 1961/62 zu den Canadien junior de Montréal, einer zu diesem Zeitpunkt noch direkt mit den Canadiens de Montréal aus der National Hockey League (NHL) assoziierten Juniorenmannschaft. Die Canadien junior nahmen zu dieser Zeit noch am Spielbetrieb der Ontario Hockey Association (OHA) teil, sodass er in der ranghöchsten Nachwuchsliga der Nachbarprovinz Ontario auflief. Dort gelang dem Flügelstürmer der Durchbruch in der Spielzeit 1963/64, als er die gesamte Liga in Toren (67) anführte und in Scorerpunkten (111) nur von seinem Teamkollegen André Boudrias (135) übertroffen wurde. Demzufolge wurde er mit der Red Tilson Trophy als wertvollster Spieler der Liga ausgezeichnet. Aus dieser Zeit wird außerdem berichtet, dass Cournoyer einen solchen Oberschenkelumfang aufwies, dass er mit speziell für ihn geschneiderten Hosen auflaufen musste. Zugleich bildete dies die Grundlage für seine Geschwindigkeit auf dem Eis, die ihn zu einem der besten Angriffsspieler seiner Generation machen und ihm den Spitznamen „Roadrunner“ einbringen sollte.

### Canadiens de Montréal
Seine Leistungen in der OHA hatten zur Folge, dass Cournoyer bereits parallel zu seiner Juniorensaison 1963/64 im November 1963 sein Debüt für die Canadiens de Montréal in der National Hockey League (NHL) gab und dort bis zum Ende der Spielzeit auf fünf Einsätze kam. Nachdem er dort vier Tore erzielt – das erste bei seinem Debüt – und zu Beginn der Folgesaison weitere sieben Partien für das Farmteam der Canadiens, die As de Québec, in der American Hockey League bestritten hatte, etablierte sich der Kanadier in Montréals NHL-Aufgebot. Cheftrainer Claude Ruel verglich ihn aufgrund seiner Offensivqualitäten bereits mit dem legendären Maurice Richard, er müsse bloß noch mehr Schusstraining betreiben. Demzufolge entwarf er in der Werkstatt seines Vaters Pucks aus Stahlschrott, sodass er bis zur folgenden Saison seinen Schuss beträchtlich verbesserte. Darüber hinaus errang er mit dem Team bereits am Ende seiner ersten kompletten Saison in der höchsten Liga Nordamerikas den Stanley Cup.
Diesem sollten in den kommenden 14 Spielzeiten weitere neun Titel folgen, sodass Cournoyer gemeinsam mit seinen Teamkollegen Henri Richard (elf Titel) und Jean Béliveau (ebenfalls zehn) zu den drei erfolgreichsten Spielern der NHL-Historie gehört. Bei fünf Stanley-Cup-Erfolgen (1965, 1966, 1968, 1969, 1971) stand das Trio derweil gemeinsam auf dem Eis. Cournoyer selbst wurde in den Playoffs 1973 mit dem Erhalt der Conn Smythe Trophy als wertvollster Spieler der post-season eine besondere Ehre zuteil, nachdem er die Canadiens als Topscorer (24) und bester Torschütze (15) zum Titelgewinn geführt hatte. Seine besten Statistiken der regulären Saison verzeichnete der Angreifer um das Jahr 1970 herum, als er mit 87 Punkten (1968/69) und 47 Toren (1971/72) seine jeweiligen Karriere-Höchstwerte erreichte. Dies hatte auch zur Folge, dass er zum Aufgebot der kanadischen Nationalmannschaft bei der Summit Series 1972 gehörte und dort in allen acht Partien zum Einsatz kam. Ferner gehörte der Kanadier in dieser Zeit vier Mal dem NHL Second All-Star Team an.
Im Jahre 1975 übernahm er das Kapitänsamt von Henri Richard, der seine Karriere beendet hatte. Obwohl Cournoyer zunehmend von Rückenproblemen eingeschränkt wurde und seine persönlichen Statistiken nachließen, führte er das Team von 1976 bis 1979 zu weiteren vier Titelgewinnen in Folge. In der Spielzeit 1978/79 stand er allerdings nur bis Dezember 1978 auf dem Eis, bevor er aufgrund einer Rückenoperation ausfiel, die zugleich das Ende seiner aktiven Laufbahn bedeuten sollte. Obwohl er nur 15 Spiele und keinen Playoff-Einsatz absolvierte, gehört er dennoch zum offiziellen Siegerteam des Jahres 1979, sodass dies seinen zehnten und letzten Titel darstellte.
Insgesamt hatte Cournoyer in 16 Spielzeiten 1115 Spiele in der NHL bestritten, dabei 990 Scorerpunkte verzeichnet und zudem an sechs NHL All-Star Games teilgenommen. Im Jahre 1982 wurde er nach der regulären Wartezeit in die Hockey Hall of Fame gewählt. In der Saison 1996/97 war er als Assistent von Mario Tremblay im Trainerstab der Canadiens tätig, verfolgte diesen Karrierepfad jedoch in der Folge nicht weiter. Darüber hinaus wurde seine Trikotnummer 12 von den Canadiens im Jahre 2005 gesperrt und wird somit nicht mehr vergeben. Außerdem wurden die Montreal Roadrunners aus der Roller Hockey International, einer Inlinehockeyliga, nach seinem Spitznamen benannt.

## Erfolge und Auszeichnungen

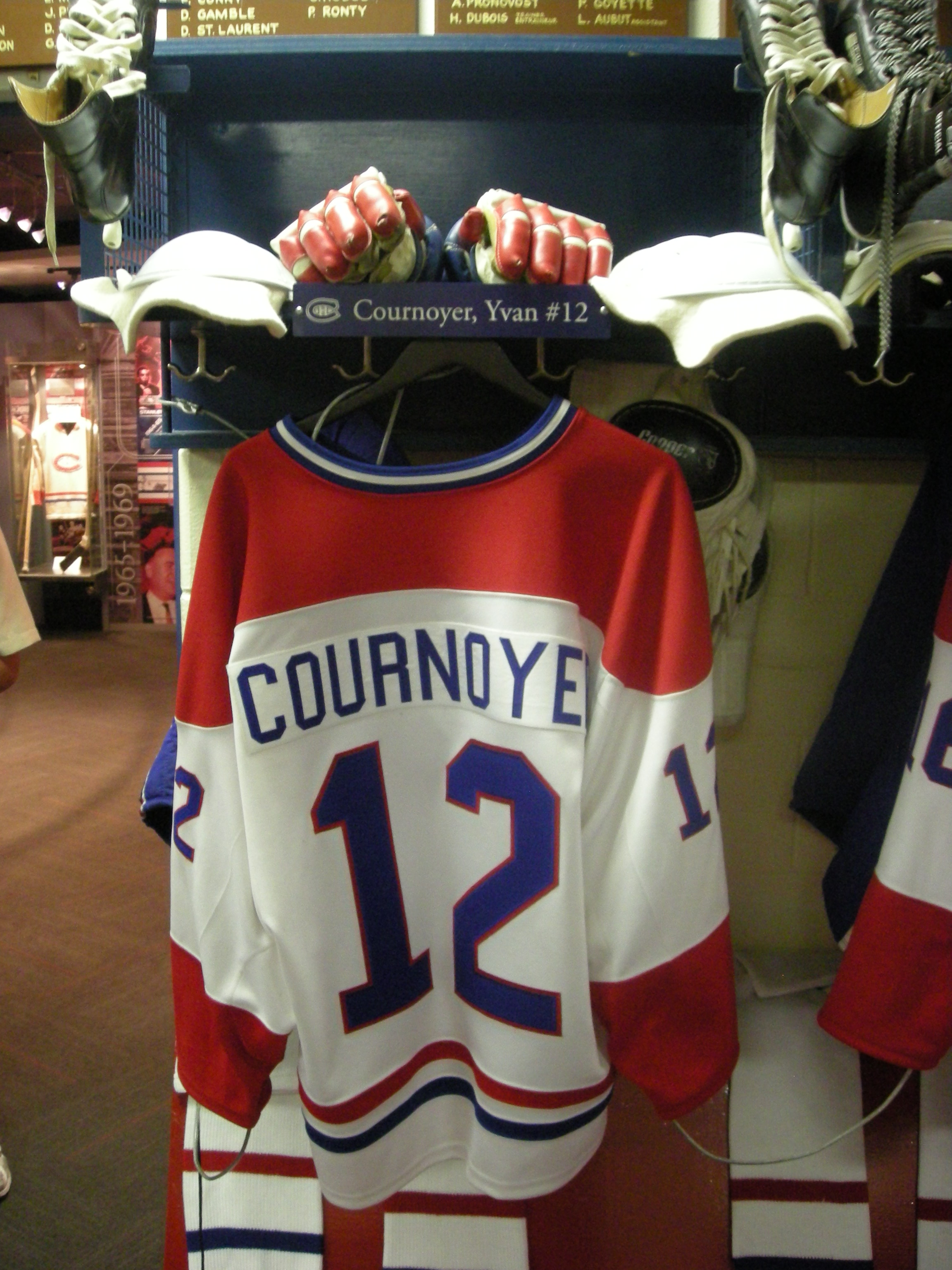
Cournoyers Trikot in der Ausstellung der Hockey Hall of Fame in Toronto

| - 1964 Bester Torschütze der OHA - 1964 Red Tilson Trophy - 1965 Stanley-Cup-Gewinn mit den Canadiens de Montréal - 1966 Stanley-Cup-Gewinn mit den Canadiens de Montréal - 1967 Teilnahme am NHL All-Star Game - 1968 Stanley-Cup-Gewinn mit den Canadiens de Montréal - 1969 Stanley-Cup-Gewinn mit den Canadiens de Montréal - 1969 NHL Second All-Star Team - 1971 Teilnahme am NHL All-Star Game - 1971 Stanley-Cup-Gewinn mit den Canadiens de Montréal - 1971 NHL Second All-Star Team - 1972 Teilnahme am NHL All-Star Game | - 1972 NHL Second All-Star Team - 1973 Teilnahme am NHL All-Star Game - 1973 Stanley-Cup-Gewinn mit den Canadiens de Montréal - 1973 Conn Smythe Trophy - 1973 NHL Second All-Star Team - 1974 Teilnahme am NHL All-Star Game - 1976 Stanley-Cup-Gewinn mit den Canadiens de Montréal - 1977 Stanley-Cup-Gewinn mit den Canadiens de Montréal - 1978 Teilnahme am NHL All-Star Game - 1978 Stanley-Cup-Gewinn mit den Canadiens de Montréal - 1979 Stanley-Cup-Gewinn mit den Canadiens de Montréal - 1982 Aufnahme in die Hockey Hall of Fame |

## Karrierestatistik

### International
Vertrat Kanada bei:
- Summit Series 1972

(Legende zur Spielerstatistik: Sp oder GP = absolvierte Spiele; T oder G = erzielte Tore; V oder A = erzielte Assists; Pkt oder Pts = erzielte Scorerpunkte; SM oder PIM = erhaltene Strafminuten; +/− = Plus/Minus-Bilanz; PP = erzielte Überzahltore; SH = erzielte Unterzahltore; GW = erzielte Siegtore; 1 Play-downs/Relegation; Kursiv: Statistik nicht vollständig)